# 蔡店乡
蔡店乡，是中华人民共和国河南省洛陽市汝阳县下辖的一个乡镇级行政单位。

## 行政区划
蔡店乡下辖以下地区：
蔡店村、鲍村、冷铺村、山上村、郭村、常岭村、老庄村、楼庄村、辛庄村、草营村、崔庄村、库头村、辛店村、蟒庄村、孟脑村、何村、常渠村、闫村、肖庄村、纸坊村、下蔡店村、仝沟村、杜康村、妙东村、妙西村、张沟村和曲营村。

## 中国传统村落
2012年，杜康村被评为首批“中国传统村落”。